# Enterprise (Oregon)
Enterprise é uma cidade localizada no estado norte-americano de Oregon, no Condado de Wallowa.

## Demografia
Segundo o censo norte-americano de 2000, a sua população era de 1895 habitantes.
Em 2006, foi estimada uma população de 1755, um decréscimo de 140 (-7.4%).

## Geografia
De acordo com o United States Census Bureau tem uma área de
3,8 km², dos quais 3,8 km² cobertos por terra e 0,0 km² cobertos por água. Enterprise localiza-se a aproximadamente 1144 m acima do nível do mar.

## Localidades na vizinhança
O diagrama seguinte representa as localidades num raio de 44 km ao redor de Enterprise.